# Chris Masters
Christopher Todd Mordetzky, meglio conosciuto con il ring name Chris Masters (Santa Monica, 8 gennaio 1983), è un wrestler statunitense di origini polacche che combatte nel circuito della National Wrestling Alliance.
È principalmente ricordato per i suoi trascorsi nella World Wrestling Entertainment tra il 2005 e il 2007 e, di nuovo, tra il 2009 e il 2011.

## Biografia
Christopher Mordetzky inizialmente partecipa a gare amatoriali di bodybuilding in California, per poi iniziare ad intraprendere la strada del wrestling nella Ultimate Pro Wrestling, federazione dove erano state scoperte future stelle della WWE come John Cena. Seguendo il percorso di Cena, anche Mordetzky viene messo sotto contratto dalla WWE, che lo fa prima allenare nella sua federazione satellite, ossia la Ohio Valley Wrestling.

## Carriera

### World Wrestling Entertainment (2005–2007)

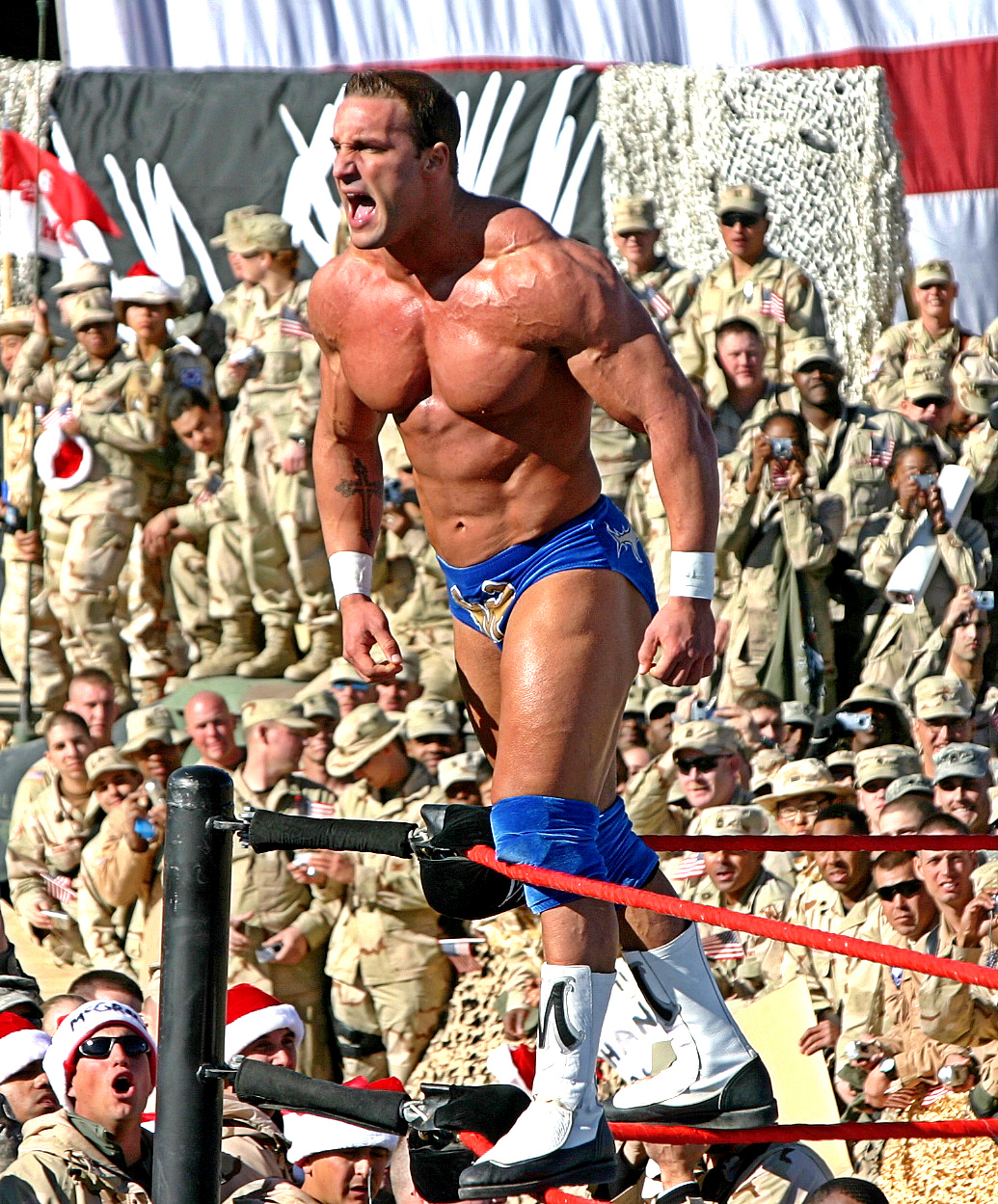
Chris Masters nel 2005

Il gran passaggio in WWE avviene ad inizio 2005, all'età di 22 anni. Col nome di Chris Masters debutta nella federazione durante l'edizione di Raw del 21 febbraio 2005 in un match contro Steven Richards, in cui gli rompe il naso con la sua Polish Hammer e successivamente lo sottomette con la Masterlock (Full Nelson). Nelle settimane successive batte anche dei lottatori locali. Decide poi di inventare la Masterlock Challenge, mettendo in palio, per chi fosse uscito dalla Masterlock, $1000 dollari, somma che sarebbe aumentata ogni settimana fino a quando qualcuno non fosse riuscito a vincere la sfida. The Masterpiece sfida molti fan o lottatori locali in questa sfida, ma nessuno riuscirà a vincerla. Il 23 maggio ritorna sulle scene Steven Richards che sfida Chris Masters per vendicarsi, ma Masters lo sconfigge nuovamente. Inizia un feud con Val Venis e Sgt. Slaughter sfidandoli ad uscire alla Masterlock e batte anche Sgt. Slaughter in un match uno contro uno evadendo dalla Cobra Clutch scorrettamente con un Low Blow. In seguito batte nella MasterLock Challenge anche Rosey e Tajiri, quest'ultimo battuto anche in un match normale. Il 25 luglio fa coppia con Gene Snitsky e sconfigge Shelton Benjamin in un handicap match, ma la settimana dopo Shelton trova un partner, Big Show, e i due sconfiggono Masters e Snitsky. L'8 agosto sfida Shelton in un match uno vs uno e a vincere è proprio il Capolavoro.
Inizia quindi una rivalità con The HeartBreak Kid Shawn Michaels. Nel primo match, in coppia con Carlito contro Michaels e Ric Flair, Masters sottomette the Nature Boy. Successivamente HBK partecipa alla Masterlock Challenge, ma anche Shawn è costretto a cedere alla Masterlock. Il 12 settembre perde per squalifica contro Ric Flair. Successivamente viene sconfitto da HBK in un match normale ad Unforgiven 2005, tra l'altro il primo Pay Per View della WWE a cui partecipa Masters. Il giorno dopo l'evento partecipa a un match 4 vs 4 in squadra con Edge, Kurt Angle e Snitsky, ma a vincere è il team composto da John Cena, Big Show, Matt Hardy e appunto HBK. Il 26 settembre fa di nuovo coppia con Carlito e sconfigge John Cena e Shawn Michaels in un Table Match. La settimana successiva sempre in coppia con Carlito perde contro Triple H e Ric Flair. Il 10 ottobre batte Tajiri.
Dopo il feud con HBK, il capolavoro inizia la rivalità contro Smackdown! nella sfida tra i due roster. Invade proprio il roster blu in più occasioni sia con Edge che con Carlito. A Taboo Tuesday in coppia con Gene Snitsky perde contro Rey Mysterio e Matt Hardy. Il 7 novembre in coppia con Kurt Angle sconfigge HBK e Cena con Daivari arbitro speciale. Partecipa anche al 5 vs 5 delle Survivor Series nel Team Raw insieme a Carlito, Shawn Michaels, Kane e Big Show ma a trionfare è il Team Smackdown! composto da Rey, JBL, Bobby Lashley, Randy Orton e il campione del mondo Batista.
La Masterlock Challenge incomincia lentamente a sparire dalle edizioni settimanali di Raw, e Masters inizia ad ottenere i primi match titolati. Il 28 novembre 2005 ottiene la sua prima occasione di vincere il WWE Championship in un match a tre contro Kurt Angle e il campione John Cena, in cui quest'ultimo farà arrendere Masters con la sua STF, diventando il primo lottatore ad aver ceduto alla nuova finisher di Cena. Un altro match per il titolo del mondo verrà ottenuto da Masters tramite una vittoria su Viscera durante l'edizione di Raw del 12 dicembre 2005. La vittoria permette a Masters di lottare nell'Elimination Chamber per il titolo del mondo al pay-per-view New Year's Revolution dell'8 gennaio 2006. Il 2 gennaio batte Shelton Benjamin e la domenica dopo partecipa all'Elimination Chamber, dove ne esce però sconfitto. Nonostante i dissapori, il 9 gennaio Masters è ancora in squadra con Carlito per affrontare Shawn Michaels e Kurt Angle in un match in cui il Capolavoro vincerà sottomettendo Angle nella Masterlock. Il 16 gennaio John Cena accetta di sottoporsi alla Masterlock Challenge, ma la sfida viene interrotta da un attacco di Edge ai danni di Cena. Il 23 gennaio fa coppia con Edge ma perde contro Ric Flair e John Cena. Il 29 gennaio partecipa alla Royal Rumble entrando per ventiseiesimo ed elimina Viscera con l'aiuto di Carlito, ma poi è proprio il caraibico a gettarlo fuori ring colpendolo alle spalle.
Nonostante i loro dissapori, The Masterpiece decide di stringere un'alleanza con Carlito Caribbean Cool. Il 30 gennaio in un'edizione di Raw hanno un match per i titoli di coppia contro Kane e Big Show ma a vincere sono i campioni. La settimana dopo batte Kane in un match uno contro uno. Nelle settimane successive però perde con Rob Van Dam e Kane in due match normali. Il 13 marzo in squadra con Carlito e Triple H perde contro Kane, Big Show e John Cena. La settimana dopo perde contro Big Show per squalifica e nell'edizione successiva viene sfidato da The Big Show a sottometterlo nell'ormai famosa presa di sottomissione. Masters rifiuta la sfida. Masters e Carlito ottengono anche un match per i World Tag Team Championships a WrestleMania 22 contro i campioni Big Show e Kane, ma i due non riescono a portarsi le cinture a casa.
Questa ennesima sconfitta porterà i due ad una faida. Il 24 aprile fa squadra con Matt Striker e Shelton Benjamin ma a vincere è la squadra di Carlito composta, oltre al caraibico, da RVD e Charlie Haas. Il 30 aprile nel PPV Backlash, Chris Masters perde contro Carlito. Il giorno dopo fa ancora coppia con Shelton contro Carlito e RVD, ma perde nuovamente. Nel mese di maggio ha un'opportunità per il titolo intercontinentale, ma perde in un Fatal 4 Way contro Haas, Benjamin e il campione RVD, quest'ultimo vincitore del match. Nelle settimane successive fa squadra con HHH e Shelton, ma perde in un handicap match contro John Cena e RVD e successivamente viene sconfitto anche nell'edizione di Raw, la settimana dopo, da John Cena. Nei giorni seguenti Chris viene trovato positivo ad un test antidoping. Masters verrà sospeso dalla WWE e tornerà sul ring solo alcuni mesi dopo, precisamente il 6 agosto 2006 durante uno show della OVW.
Ritorna a Raw il 28 agosto contro Cena, ma a vincere è il marine di Boston. Masters aveva però perso gran parte della sua massa muscolare e aveva un fisico più slanciato. Sebbene il suo fisico ritornerà quello di un tempo in pochi mesi. Masters al suo ritorno in WWE inizierà ad accumulare diverse sconfitte, specialmente contro Super Crazy. Il 16 ottobre Chris Masters avrà un'opportunità per il titolo Intercontinentale in un match a 4 contro Super Crazy, Shelton Benjamin e il campione Jeff Hardy, a vincere è quest'ultimo che mantiene il titolo. La settimana dopo torna alla vittoria in coppia con Shelton battendo Carlito e Jeff Hardy. Sconfiggerà anche Jerry Lawler sia in un match normale che nella MasterLock Challenge. Ma il 27 novembre Jerry Lawler riuscirà finalmente a battere il Capolavoro. Il 4 dicembre avrà l'ennesima opportunità di vincere il WWE Title, ma non in un match: dovrà sottomettere John Cena nella Masterlock Challenge, tuttavia il bostoniano non solo non cederà, ma riuscirà ad applicare poi la Masterlock sullo stesso Masters. 
Decide così di ricominciare la faida con Carlito e nel primo match in coppia con Viscera perderà contro il caraibico e Jerry Lawler. L'11 dicembre aggredisce Torrie Wilson, l'allora fidanzata di Carlito, eseguendo su di lei la nota Masterlock. Il 18 dicembre sfiderà Carlito in un match uno contro uno, ma finirà in No-Contest dato che il caraibico attaccherà Masters durante la sua entrata, costringendolo a fuggire. Nell'edizione di Natale Masters sfida e batte "Babbo Natale" nella MasterLock Challenge. Il primo gennaio farà coppia con Kenny e sconfiggerà Carlito e Ric Flair.
Una vittoria prestigiosa avviene a New Year's Revolution 2007, dove sconfigge appunto il suo vecchio alleato/rivale Carlito. L'8 gennaio Carlito lo sconfigge grazie all'intervento di Torrie Wilson. Il 22 gennaio perde con Super Crazy ma la settimana dopo si prende la rivincita in un Tag Team match in coppia con Kenny, sconfigge nuovamente Carlito e appunto Super Crazy. Il mese di febbraio inizia bene, fa squadra con il World's Greatest Tag Team e sconfigge il suo rivale Carlito che fece squadra con i Cryme Tyme. Il 15 febbraio fa un passo indietro perdendo contro Jeff Hardy. Nelle settimane successive ripropone la Masterlock Challenge sconfiggendo Jim Duggan, ma il 19 marzo, per la prima volta, qualcuno riuscì ad uscire dalla Masterlock di Masters, ossia l'ECW Champion Bobby Lashley. Il 20 marzo, in ECW, Masters tenterà di prendersi la rivincita in un match normale, tuttavia sarà Lashley a trionfare.
Il 16 aprile batte Super Crazy e avanza una richiesta per il titolo Intercontinentale di Santino Marella. Nel maggio seguente il capolavoro inizia quindi una rivalità con il neo campione Intercontinentale Santino Marella. Durante gli show settimanali di Raw Chris ha più opportunità per il titolo ma Santino lo batte per due volte, sempre nello stesso modo, grazie a dei Roll-Up. A fine maggio prende parte ad un Gauntlet match per determinare il Number 1 contender al titolo ECW. Nel match presero parte Umaga, Viscera, Shane McMahon e Bobby Lashley ma a vincere è quest'ultimo. Il 21 maggio perde contro Bobby Lashley. Successivamente Masters si prende una piccola rivincita nella puntata del 28 maggio di Monday Night Raw sottomettendo Santino Marella durante la Masterlock Challenge. A inizio giugno perde ancora contro Santino Marella in un match per il titolo Intercontinentale.
In seguito alla Draft Lottery svoltasi nel corso della puntata di RAW dell'11 giugno 2007 Chris Masters è passato da RAW a SmackDown!. Fa il suo esordio nello show blu il 6 luglio sconfiggendo Jimmy Wang Yang ma la settimana dopo perde contro Matt Hardy. Il 20 luglio prende parte ad una Battle Royal per il World Heavyweight Title reso vacante quella sera da Edge. Masters non vince e il nuovo campione sarà The Great Khali. La settimana dopo fa coppia con MVP ma perde contro Matt Hardy e Ric Flair. Il 3 agosto subisce un'altra sconfitta per mano di Kane. La settimana dopo ripropone la Masterlock Challenge e sconfigge uno spettatore. Inizia una faida con Chuck Palumbo con risultati alterni. Il loro primo match va a favore di Palumbo e nella puntata del 31 agosto Masters lo sfida nella Mastelock Challenge ma finisce tutto con un nulla di fatto. Nel mese di ottobre ci saranno due incontri contro l'ex membro dell'FBI. Il primo vinto da Chuck Palumbo, il secondo vinto da Chris Masters. In questo mese Chris subisce un infortunio al gomito.
L'8 novembre 2007 la federazione ha licenziato Mordetsky; la notizia è stata pubblicata sul sito ufficiale della WWE e le motivazioni sono da ricondurre al reiterato ricorso da parte del wrestler alle sostanze dopanti.

### Inoki Genome Federation (2007–2009)
Il 20 dicembre 2007 Mordetsky ha fatto la sua prima apparizione su un ring dopo il licenziamento dalla WWE, usando lo pseudonimo Chris Moore; nell'occasione, ha vinto un match contro Ryuji Yanagisawa durante lo show Genome2: Inoki Fighting Xmas della Inoki Genome Federation (IGF) a Tokyo. Mordetsky sarà impegnato nel tour spagnolo della Nu-Wrestling Evolution (NWE).

### Ritorno in WWE (2009–2011)

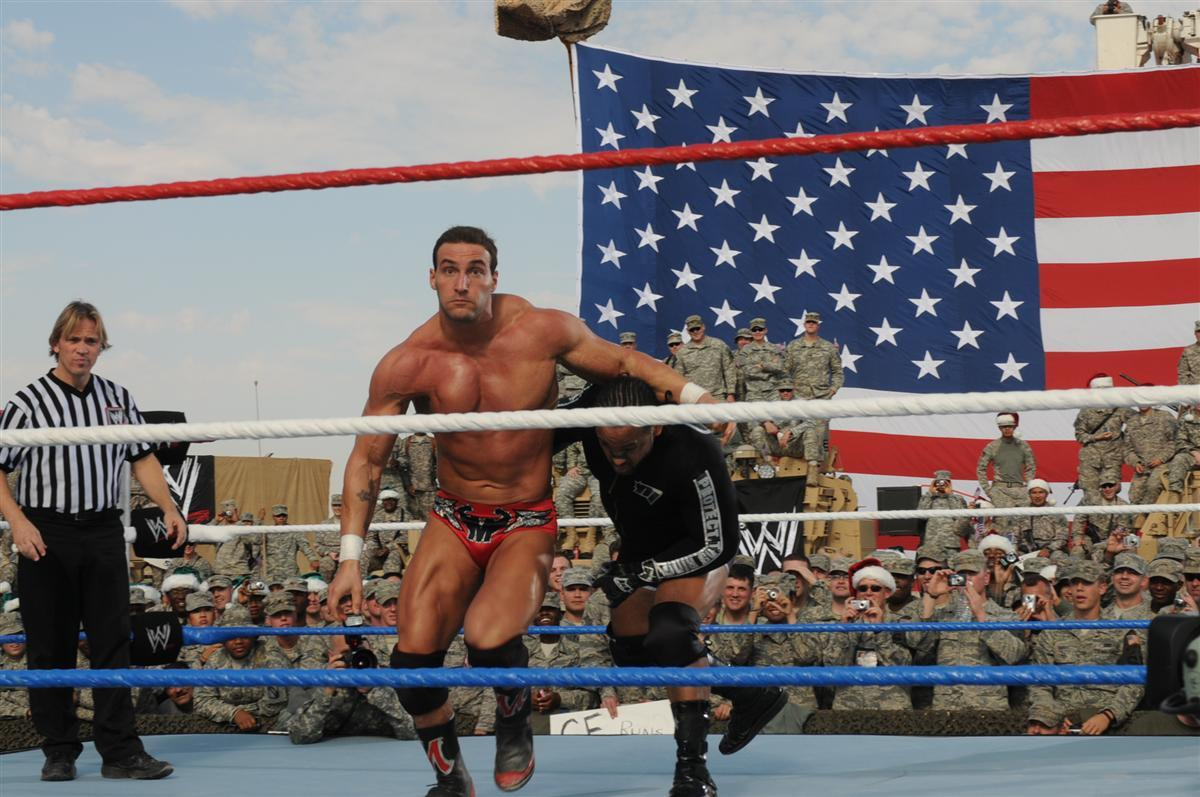
Chris Masters mentre affronta MVP nel 2009

Mordetsky ritorna in WWE il 27 luglio 2009 con la gimmick di Chris Masters e affronta MVP in un "Beat the Clock challenge" match per determinare lo sfidante di Randy Orton a Summerslam, ma l'incontro termina con un doppio count-out. Il 6 agosto a Supertars Masters sconfigge Santino Marella e pochi giorni dopo a Raw ci sarà il remacth tra il capolavoro e MVP ma a vincere è quest'ultimo. Due settimane dopo riappare a Supertars perdendo contro Mark Henry per Count-Out. Nelle settimane successive apparirà spesso a Superstars con risultati alterni, sconfiggerà Santino Marella ma perderà contro Evan Bourne e Primo. Riappare a Raw il 28 settembre in coppia con Chavo Guerrero sconfiggendo Santino Marella e Hornswoggle. Nelle settimane successive subirà varie sconfitte, la prima il match contro Mark Henry e MVP in coppia con Chavo. Due settimane dopo prende parte ad un match 5 contro 5 in squadra con Chavo, Primo, MVP ed Evan Bourne ma Chris Masters perde nuovamente, ad aggiudicarsi la vittoria è la squadra di Big Show, Mark Henry, Kofi Kingston, Cody Rhodes e Jack Swagger. Scomparirà dalle scene per un mese ma rientrerà per prendere parte ad un match 3 contro 3 in trio con Chavo e Swagger ma perderà contro MVP, Mark Henry e R-Truth. Durante la puntata di Raw del 7/12/09 Masters effettua un turn face salvando Eve e Hornswoggle da Chavo Guerrero, bloccandolo nella Masterlock. Nella puntata del 21/12/09, sconfigge Carlito, e viene ricompensato con un bacio da Eve Torres. Masters in questo periodo verrà accompagnato spesso da Eve durante i suoi match. Il 31 dicembre a Superstars perderà contro Carlito e Swagger in coppia con MVP. Il 2010 inizia male per Chris, il 7 gennaio sarà a Superstars accompagnato da Eve in un incontro contro Ted DiBiase ma perderà il match. La settimana dopo sempre a Superstars batterà il suo vecchio partner Carlito e pochi giorni dopo a Raw viene messo contro Randy Orton, dopo un'ottima prova viene schienato da The Viper dopo la sua RKO. Il 28 gennaio si qualificherà alla Royal Rumble in un'edizione di Superstars battendo Primo e Chavo Guerrero in un match a tre sottomettendo il messicano con la Masterlock. Partecipa quindi alla Royal Rumble dove entra con il numero 20 ma viene eliminato dopo meno di un minuto da The Big Show. Scompare per un po' dai ring della WWE salvo tornare il 25 febbraio a Superstars in coppia con Santino Marella contro Jack Swagger e William Regal. A vincere furono però questi ultimi.
Chris Masters passa al roster di SmackDown il 27 aprile 2010 con la Supplemental Draft e nel suo primo match sconfigge Chavo Guerrero. Il 24 giugno, a Superstars, perde contro Luke Gallows a causa dell'intervento di Serena. Sempre a Superstars, Chris ripropone la Master Lock challenge dove sconfigge Caylen Croft e subito dopo sfida anche Trent Barretta, ma appena prima di chiuderlo nella sua presa viene attaccato da Croft che nel frattempo si era ripreso. Successivamente combatte contro Dolph Ziggler per due volte, perdendo tutti e due i match, a SmackDown. Masters in questo periodo appare spesso nelle puntate di Superstars ma perde in molti match contro Caylen Croft, Chavo Guerrero, Drew McIntyre e Jack Swagger. Nella puntata di Smackdown! del 6 agosto 2010 disputa un Six Men Tag Team Match insieme a MVP e a JTG contro la SES ma il suo team perde. Viene usato sempre più come un jobber fino a quando termina la sua Losing Streak il 9 settembre vincendo in coppia con Kofi Kingston contro Dolph Ziggler e Chavo Guerrero.
Nella puntata di Smackdown! del 24 settembre perde un match contro il World Champion Kane. Successivamente il Capolavoro torna alla vittoria con una convincente sfida contro Vance Archer, accompagnato da Curt Hawkins, sottomettendolo nella MasterLock causando involontariamente anche lo split tra Archer e Hawkins dato che durante il match Vance atterra Hawkins nel tentativo di colpire Masters. Successivamente insieme ad MVP sfida, sempre a Superstars, gli allora campioni di coppia Drew McIntyre e "Dashing" Cody Rhodes ma a trionfare sono proprio questi ultimi. La settimana successiva Masters perde ancora contro the Chosen One. Nell'ottobre 2010 intraprende una rivalità con Tyler Reks. Il loro primo match è un uno contro uno a Superstars e a vincere è però Tyler Reks; la settimana successiva, nel medesimo show, Masters perde nuovamente contro Reks. Nella puntata di Raw del 15 novembre dedicata alle vecchie glorie viene annunciato l'unico match 5 vs 5 Traditional Survivor Series match nell'omonimo PPV e Chris appare come componente del team Mysterio insieme a Big Show, Kofi Kingston, MVP e ovviamente il capitano Rey. Nella puntata di SmackDown! successiva a Raw Chris Masters viene messo contro Jack Swagger, uno degli sfidanti alle Survivor Series, ma a vincere è l'All American American. Nel Main Event parteciperà anche nella Battle Royal 5 vs 5 dove a trionfare e proprio il suo team anche se the Masterpiece viene eliminato a circa metà gara da Del Rio poco dopo aver eliminato il suo rivale Tyler Reks. A Survivor Series il Team Mysterio (Rey Mysterio, Big Show, Kofi Kingston, MVP e Chris Masters) sconfigge il Team Del Rio (Alberto Del Rio, Cody Rhodes, Drew McIntyre, Jack Swagger e Tyler Reks).
Il 30 novembre 2010 viene annunciato che Chris Masters sarà il pro del rookie Byron Saxton nella quarta stagione di NXT. Nella puntata successiva di SmackDown! del 3 dicembre Chris viene sconfitto da Cody Rhodes. Appare nella prima stagionale della quarta stagione di NXT annunciando il suo rookie definendolo un "non Capolavoro...ma quasi". In questa puntata i due non combatteranno ma Byron si cimenterà in una prova perdendola. Nella puntata di SmackDown! successiva Masters ripropone la ormai famosa "Masterlock Challenge" sfidando Cody Rhodes. Inizialmente il figlio dell'American Dream si rifiuta, ma Chris lo colpisce ripetutamente al volto facendolo inviperire e, mentre Cody si stava specchiando, il Capolavoro lo imprigiona nella Masterlock facendolo svenire e vincendo la sfida. Nella seconda puntata di NXT Chris Masters fa coppia con Byron Saxton in un match di coppia contro Ted DiBiase e il suo rookie Brodus Clay, ma perdono l'incontro per colpa di Saxton quando si prende il cambio senza il consenso di Masters e viene schienato dopo la Dream Street di Ted. Masters non tenta neanche di interrompere lo schienamento come "lezione" per Byron che a fine match viene comunque consolato dal suo Pro. Nella stessa settimana a Smackdown! viene sconfitto da Cody Rhodes. Pochi giorni dopo a NXT combatte nel Main Event in trio con il suo rookie Byron Saxton e la campionessa delle Divas Natalya sconfiggendo Ted DiBiase, Maryse e il rookie Brodus Clay. La puntata successiva di NXT si apre con una Battle Royal tra tutti i Pros e chi avrebbe vinto avrebbe potuto scambiare il suo rookie con qualunque altro ma a vincere è stato Dolph Ziggler eliminando per ultimo proprio il Capolavoro. Dolph sceglie Byron Saxton, rookie di Masters che si deve prendere il protetto di Ziggler, Jacob Novak che però verrà eliminato dal voto dei fan a fine serata. In seguito perde a WWE Superstars contro Tyler Reks, ma la settimana successiva sempre a WWE Superstars sconfigge Curt Hawkins.
Nella puntata successiva di WWE Superstars del 13 gennaio Masters fa coppia con JTG e sconfigge la squadra formata da Curt Hawkins e Chavo Guerrero sottomettendo quest'ultimo nella sua celebre finisher. La settimana successiva Masters realizza una bella doppietta, a NXT si prende una piccola rivincita sul suo ex Rookie Byron Saxton sconfiggendolo grazie alla MasterLock, e pochi giorni dopo sconfiggerà nuovamente Curt Hawkins in quel di Supertars. Il 30 gennaio partecipa all'annuale Royal Rumble Match entrando con il numero 14 ma sfortunatamente capita in momento critico visto che il Nexus stava dominando l'incontro infatti proprio il loro leader CM Punk lo elimina con l'aiuto dei suoi alleati. Due giorni dopo a NXT sconfigge nuovamente Byron Saxton.
Nella puntata di SmackDown! dell'11 febbraio, Masters viene sconfitto da Drew McIntyre. Masters però si riscatta la settimana successiva a WWE Superstars sconfiggendo per la prima volta Tyler Reks sottomettendolo nella Masterlock dopo una convincente prestazione. Masters nelle due sfide precedenti con Reks non aveva mai vinto. Sette giorni dopo il Capolavoro bissa il successo della settimana precedente sottomettendo nuovamente Reks nella Masterlock. Il 3 marzo, sempre nello show di Supertars, Chris sottomette Curt Hawkins vincendo il match agilmente ma a fine incontro Il Capolavoro viene attaccato da Tyler Reks che lo colpisce con il Rekkoning Day. Nella puntata successiva a Superstars Chris viene messo ancora una volta contro Tyler Reks, il Capolavoro riesce a sottomettere Reks portandosi sul 3 a 0. Nella puntata di Smackdown del 18 marzo perde contro Jack Swagger. A fine match subisce anche un Ankle Lock da Michael Cole. Nella puntata di Superstars del 22 marzo Tyler Reks richiede ed ottiene un'ulteriore sfida con Il Capolavoro. Dopo un match molto combattuto, Chris riesce a sottomettere Reks nella MasterLock per la quarta volta consecutiva. Nella puntata precedente a WrestleMania XXVII Chris viene sconfitto da Cody Rhodes.
A WrestleMania XXVII il Capolavoro partecipa all'annuale 22 Men Battle Royal a telecamere spente vinta però da The Great Khali. Chris appare anche durante lo show duettando "We Will Rock You" con Yoshi Tatsu davanti a Theodore Long e Snoop Dogg. Il 14 aprile, a WWE Superstars sconfigge Curt Hawkins. Il giorno dopo a SmackDown! partecipa a una 20 Man Battle Royal per determinare il primo sfidante al titolo del mondo reso vacante dopo il ritiro di Edge. Arriva tra gli ultimi 6 ma viene eliminato da Wade Barrett, la Battle Royal se l'aggiudicherà Christian. La settimana dopo sempre nello show blu viene sconfitto, dopo un match molto combattuto, da Drew McIntyre. Il 26 aprile a Raw partecipa ad una SmackDown! vs Raw Battle Royal per determinare quale roster avrebbe avuto la prima scelta al Draft. Chris viene eliminato tra gli ultimi da Mark Henry ma SmackDown, il suo roster vince comunque l'incontro. Poche ore dopo viene selezionato nello show rosso. Chris ricompare sul ring nella puntata di Superstars del 12 maggio, dove riesce a sconfiggere Drew McIntyre con una magnifica prestazione. Il 9 giugno sconfigge JTG a Superstars. Il 30 giugno, sempre a Superstars, sconfigge di nuovo JTG. Nella puntata di WWE Superstars del 28 luglio perde un match di coppia insieme a Santino Marella contro i WWE Tag Team Champions David Otunga e Michael McGillicutty. Il suo ultimo match in WWE è un incontro a Superstars che lo vede uscire sconfitto per mano di Jack Swagger.
Durante la giornata del 5 agosto 2011, la WWE tramite il suo sito ufficiale ha annunciato il suo licenziamento.

### Circuito indipendente (2011–2015)
Neanche un giorno dal suo addio alla federazione di Stamford, Chris viene ingaggiato in Portogallo dalla World Stars of Wrestling per un tour mondiale che partirà il 19 agosto 2011. Il 20 agosto sconfigge Joe E. Legend sottomettendolo nella Masterlock. Il 28 gennaio 2012 prende parte al primo show della Ring Ka King, nuova federazione indiana gestita dalla TNA, dove lancia l'Adonis' Challange, che consiste nel sottomettere qualche spettatore alla sua Master Lock. Il 10 marzo sconfigge Barood. Il 31 marzo Mahabali Veera spezza la sua Masterlock, ma Masters la riapplica sottomettendolo. I due poi si affrontano in un match che vede Masters uscire sconfitto. Ad aprile sconfigge Roscoe Jackson. In seguito Master diventa wrestler della Nu-Wrestling Evolution. Nel 2012 viene annunciato per l'evento "The revolution of Rome" della nuova federazione italiana, la RWF (Rome Wrestling Federation). Durante quell'evento sconfigge Super Nova e diventa il primo RWF Heavyweight Championship.

### Total Nonstop Action (2015–2018)
L'8 giugno 2017, The Masterpiece ritorna in TNA con il nome di Chris Adonis, ma viene ugualmente soprannominato come The Masterpiece. Lotta nel suo primo evento importante a Slammyversary 2017, dove prende parte in un match tag team dove fa coppia con Drake; Masters e Drake vengono sconfitti da Moose e D'Angelo Williams.
Il 13 gennaio 2018 Mordtezky ha annunciato, tramite il suo account Twitter, di aver concluso la sua collaborazione con Impact Wrestling.

## Controversie
Nell'agosto del 2007 Christopher Mordetzky è stato sospeso per trenta giorni dalla WWE perché il suo nome è stato trovato nel database clienti della Signature Pharmacy, società sotto inchiesta per aver venduto senza regolare ricetta medicinali e sostanze dopanti. Mordetsky è stato sospeso una seconda volta il 2 novembre 2007, questa volta per sessanta giorni.

## Personaggio

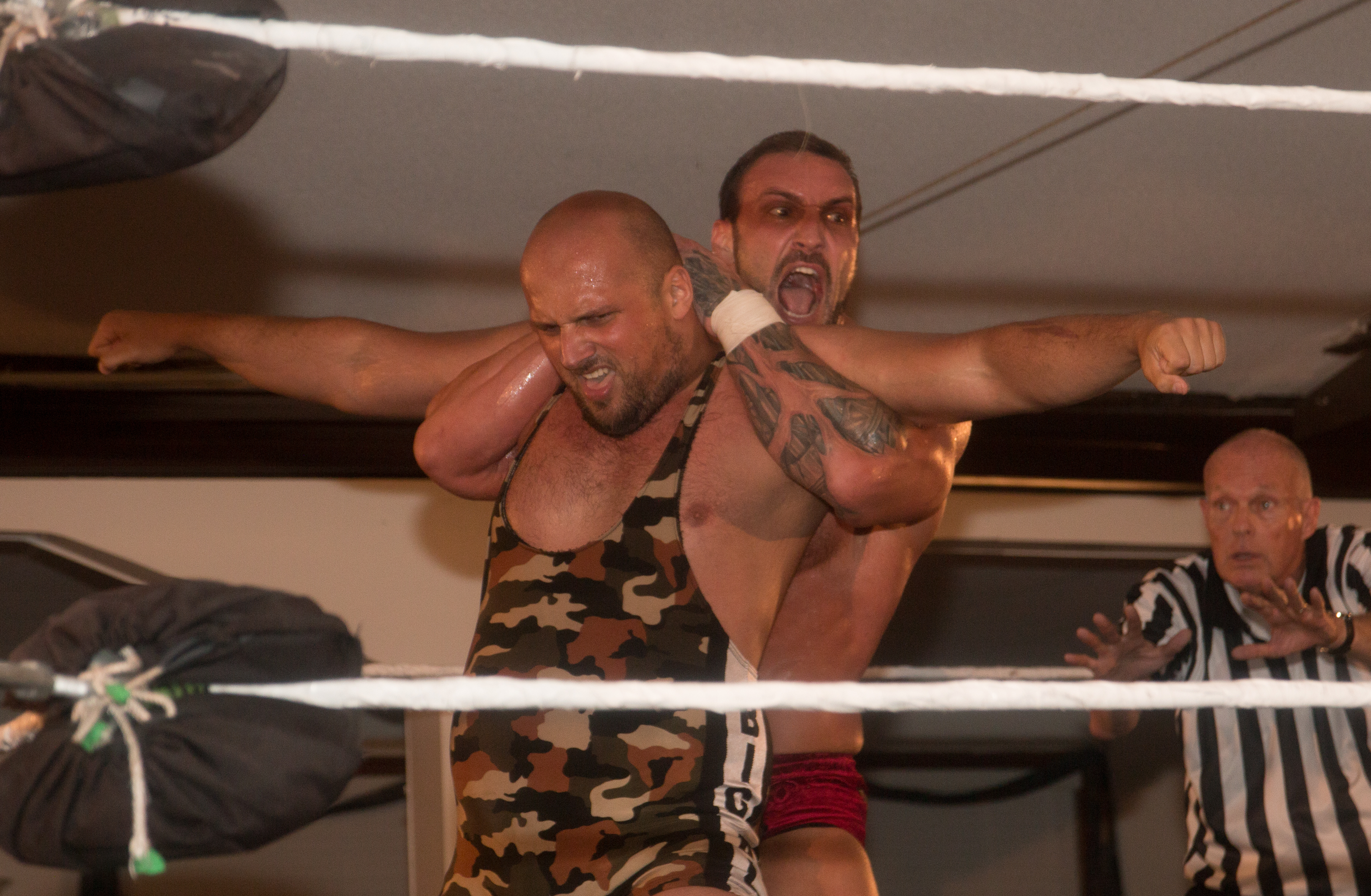
Chris Masters mentre applica la Masterlock su Joey Allen

### Mosse finali
- Masterlock (Swinging full nelson)

### Manager
- Eve Torres

### Soprannomi
- "Concrete"
- "Masterpiece"
- "Superfreak"

### Musiche d'ingresso
- Masterpiece V1 di Jim Johnston (2005–2007)
- Masterpiece V2 di Jim Johnston (2009–2010)
- Overdrive di Jim Johnston (2010–2011)

## Titoli e riconoscimenti
- All Wrestling Organization
  - AWO Heavyweight Championship (1)
- Championship Of Wrestling
  - COW Interstate Championship (1)
- Championship Wrestling From Arizona
  - Arizona Heavyweight Championship (1)
- Continental Wrestling Entertainment
  - CWE World Heavyweight Championship (1)
- Dramatic Dream Team
  - DDT Ironman Heavymetalweight Championship (1)
- National Wrestling Alliance
  - NWA National Heavyweight Championship (2)
- Ohio Valley Wrestling
  - OVW Southern Tag Team Championship (1) – con Brent Albright
- Preston City Wrestling
  - PCW Heavyweight Championship (2)
- Pro Wrestling Illustrated
  - 90º tra i 500 migliori wrestler singoli nella PWI 500 (2007)
- Qatar Pro Wrestling
  - QPW Tag Team Championship (1) – Carlito
- Real Canadian Wrestling
  - RCW Canadian Heavyweight Championship (1)
- Rome Wrestling Federation
  - RWF Heavyweight Championship (1)
- Vendetta Pro Wrestling
  - Vendetta Pro Heavyweight Championship (1)
- World Association of Wrestling
  - WAW Undisputed World Heavyweight Championship (1)
- World League Wrestling
  - WLW Heavyweight Championship (1)
- WrestleSport
  - WrestleSport Heavyweight Championship (1)